# گزبنک

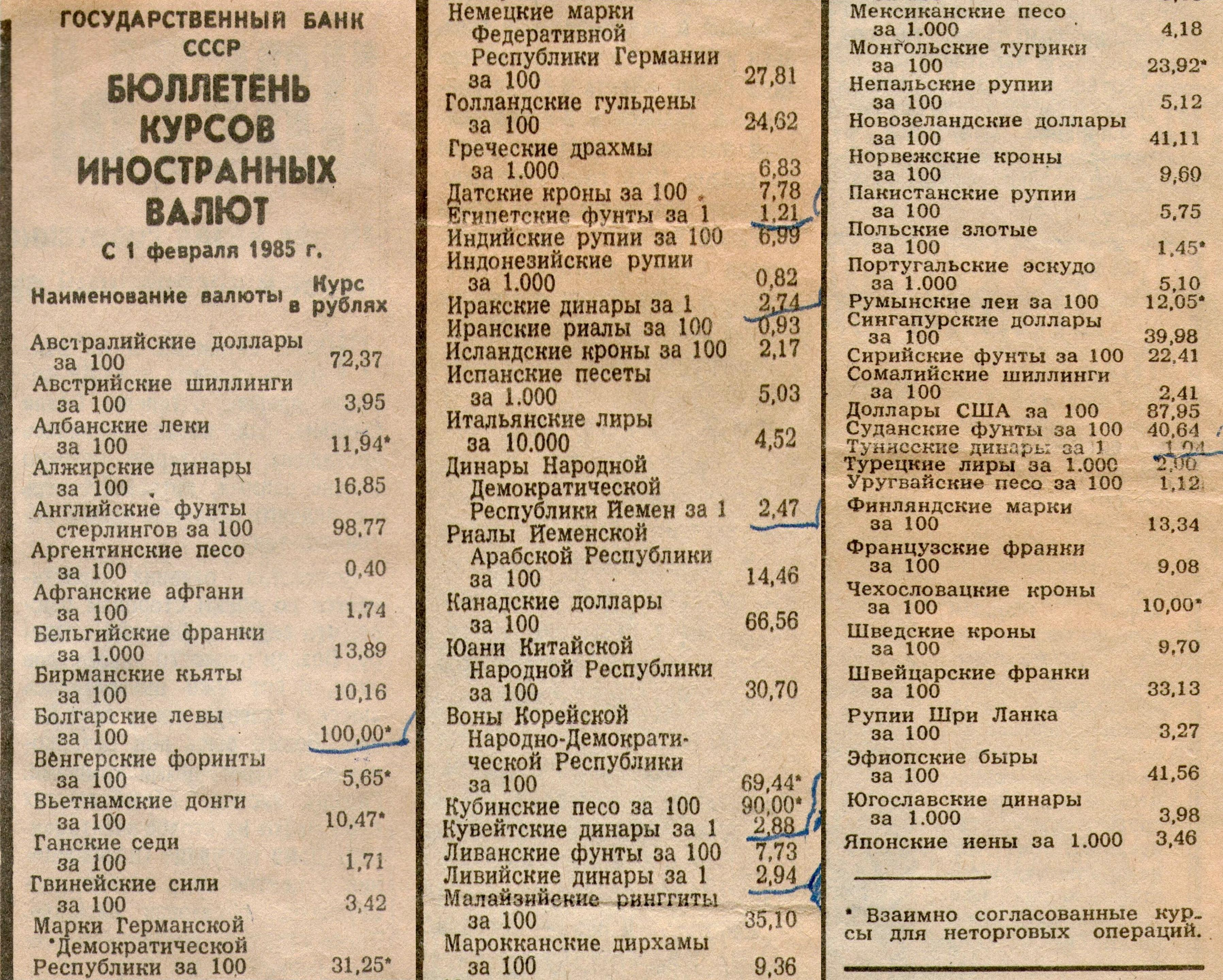
نرخ مبادله بین روبل شوروی و ارزهای اصلی جهان، فوریه ۱۹۸۵ میلادی

گُزبَنک یا گاسبنک (به انگلیسی:Gosbank روسی: Госбанк, Государственный банк СССР , Gosudarstvenny bank SSSR — بانک دولتی اتحاد جماهیر شوروی) بانک مرکزی اتحاد جماهیر شوروی و تنها بانک در کل کشور از سال ۱۹۲۲ تا ۱۹۹۱ میلادی بود. گاس‌بنک یکی از سه سازمان اقتصادی رسمی شوروی بود که دو مقام دیگر «گاسپلن» (کمیته برنامه‌ریزی دولتی) و «گاسنب» (کمیته دولتی تأمین فنی مواد) بودند. گاسبنک از نزدیک با وزارت دارایی شوروی برای تهیه بودجه دولتی ملی همکاری می‌کرد.

## مدیران ارشد
لیست روسای هیئت مدیره بانک دولتی شوروی در جدول زیر آمده‌است.
رئیس آن توسط نخست‌وزیر اتحاد جماهیر شوروی منصوب می‌شد.
| №  | Name (governor)       | Photo | Term of office  | Term of office  | Appointed by                         |
| №  | Name (governor)       | Photo | Start of term   | End of term     | Appointed by                         |
| -- | --------------------- | ----- | --------------- | --------------- | ------------------------------------ |
| ۱  | Aron Sheinman         |       | ۱۹۲۱            | ۱۹۲۴            | Vladimir Lenin                       |
| ۲  | Nikolai Tumanov       |       | ۵ مارس ۱۹۲۴     | ۱۶ ژانویه ۱۹۲۶  | Alexei Rykov                         |
| ۳  | Georgy Pyatakov       |       | ۱۹ آوریل ۱۹۲۹   | ۱۸ اکتبر ۱۹۳۰   | Alexei Rykov                         |
| ۴  | Moissei Kalmanovich   |       | ۱۸ اکتبر ۱۹۳۰   | ۴ آوریل ۱۹۳۴    | Vyacheslav Molotov                   |
| ۵  | Lev Maryasin          |       | ۴ آوریل ۱۹۳۴    | ۱۴ ژوئیه ۱۹۳۶   | Vyacheslav Molotov                   |
| ۶  | Solomon Kruglikov     |       | ۱۴ ژوئیه ۱۹۳۶   | ۱۵ سپتامبر ۱۹۳۷ | Vyacheslav Molotov                   |
| ۷  | Alexey Grichmanov     |       | ۱۵ سپتامبر ۱۹۳۷ | ۱۶ ژوئیه ۱۹۳۸   | Vyacheslav Molotov                   |
| ۸  | Nikolai Bulganin      |       | ۲ اکتبر ۱۹۳۸    | ۱۷ آوریل ۱۹۴۰   | Vyacheslav Molotov                   |
| ۹  | Nikolai K. Sokolov    |       | ۱۷ آوریل ۱۹۴۰   | ۱۲ اکتبر ۱۹۴۰   | Vyacheslav Molotov                   |
| ۱۰ | N. Bulganin           |       | ۱۲ اکتبر ۱۹۴۰   | ۲۳ مه ۱۹۴۵      | Joseph Stalin                        |
| ۱۱ | Yakov Golev           |       | ۲۳ مه ۱۹۴۵      | ۲۳ مارس ۱۹۴۸    | Joseph Stalin                        |
| ۱۲ | Vasily Popov          |       | ۲۳ مارس ۱۹۴۸    | ۳۱ مارس ۱۹۵۸    | Georgy Malenkov and Nikolai Bulganin |
| ۱۳ | N. Bulganin           |       | ۳۱ مارس ۱۹۵۸    | ۱۵ اوت ۱۹۵۸     | Nikita Khrushchev                    |
| ۱۴ | Alexander Korovushkin |       | ۱۵ اوت ۱۹۵۸     | ۱۴ اوت ۱۹۶۳     | Nikita Khrushchev                    |
| ۱۵ | Alexey Poskonov       |       | ۱۹۶۳            | ۱۹۶۹            | Alexei Kosygin                       |
| ۱۶ | Miefodiy Svieshnikov  |       | ۱۹۶۹            | ۱۹۷۶            | Alexei Kosygin                       |
| ۱۷ | Vladimir Alkhimov     |       | ۱۱ اکتبر ۱۹۷۶   | ۱۰ ژانویه ۱۹۸۶  | Nikolai Tikhonov                     |
| ۱۸ | Viktor Dementsev      |       | ۱۰ ژانویه ۱۹۸۶  | ۲۲ اوت ۱۹۸۷     | Nikolai Ryzhkov                      |
| ۱۹ | Nikolai Garetovsky    |       | ۲۲ اوت ۱۹۸۷     | ۷ ژوئن ۱۹۸۹     | Nikolai Ryzhkov                      |
| ۲۰ | Viktor Gerashchenko   |       | ۷ ژوئن ۱۹۸۹     | ۲۶ اوت ۱۹۹۱     | Valentin Pavlov                      |
| ۲۱ | Andrei Zverev         |       | ۲۶ اوت ۱۹۹۱     | ۲۰ دسامبر ۱۹۹۱  | Ivan Silayev                         |